# جون باول فيلان
جون باول فيلان (بالإنجليزية: John Paul Phelan)‏ هو سياسي أيرلندي، ولد في 27 سبتمبر 1978 في وترفورد في جمهورية أيرلندا. حزبياً، نشط في فاين جايل.

## مناصب
- انتخب عضو مجلس الشيوخ من أيرلندا عن دائرة القائمة الزراعية [الإنجليزية]‏ وقد انضم خلال فترته النيابية ‏ (12 سبتمبر 2002 – 22 يوليو 2007)  للكتلة البرلمانية فاين جايل.
- في 2016 Irish general election [الإنجليزية]‏، انتخب نائب دييل عن دائرة كارلو–كلكيني [الإنجليزية]‏ وقد انضم خلال فترته النيابية [الإنجليزية]‏ (10 مارس 2016 – )  للكتلة البرلمانية فاين جايل.
- انتخب عضو مجلس الشيوخ من أيرلندا عن دائرة القائمة الزراعية [الإنجليزية]‏ وقد انضم خلال فترته النيابية ‏ (23 يوليو 2007 – 25 فبراير 2011)  للكتلة البرلمانية فاين جايل.
- في الانتخابات العمومية الأيرلندية 2011 [الإنجليزية]‏، انتخب نائب دييل عن دائرة كارلو–كلكيني [الإنجليزية]‏ وقد انضم خلال فترته النيابية [الإنجليزية]‏ (9 مارس 2011 – 3 فبراير 2016)  للكتلة البرلمانية فاين جايل.